# Grigorowitsch SUWP
Grigorowitsch SUWP (russisch Григорович СУВП, auch PL-1 (ПЛ-1)) steht für ein sowjetisches Passagierflugzeug aus den 1920er Jahren. Es entstand nur ein Exemplar.

## Entwicklung
Dimitri Grigorowitsch baute den Typ im Leningrader Werk Krasny Ljotschik („Roter Flieger“) nach einem entsprechenden Auftrag der ukrainischen Fluggesellschaft Ukrwosduchput, weshalb auch das Kürzel gewählt wurde: SUWP steht für Samoljot (Flugzeug) Ukrwosduchput (Самолёт Укрвоздухпуть). Die alternative Bezeichnung bezieht sich auf den Antrieb: PL-1 steht für Passaschirski c Ljuziferom (Пассажирский с Люцифером, Passagierflugzeug mit Lucifer(motor)). SUWP war als einmotoriger, abgestrebter Hochdecker ausgelegt. 
Der kastenförmige Rumpf verlief nach oben spitz zu, im Bereich des Flügels sogar sehr extrem, um die Tragflügelfläche größtmöglich zu halten. Als Antrieb diente ein britischer Dreizylinder-Sternmotor Bristol Lucifer mit 100 PS. Der Pilot saß in einem offenen Cockpit, die Passagierkabine befand sich dahinter. Neben dem Piloten konnten noch drei Passagiere oder 210 kg Fracht befördert werden. Der Rumpf bestand aus geschweißten Stahlrohren. Der Flügel und das Heck des Flugzeuges wurden aus Holz gefertigt. Die Bespannung erfolgte mit Stoff.
Die Maschine wurde unter einfachsten Bedingungen ohne statische Untersuchungen oder Windkanalerprobung konstruiert. Als Festigkeitstest der Tragflächen wurde jeder Hauptholm pro Seite mit sechs Personen belastet. Im Herbst 1925 erfolgte die Flugerprobung, die anstandslos verlief. Das Flugzeug wurde danach auf Fluglinien in der Ukraine mit dem Kennzeichen RR–UOC eingesetzt. Es stürzte am 29. November 1928 ab.

## Technische Daten
| Kenngröße             | Daten                                    |
| --------------------- | ---------------------------------------- |
| Besatzung             | 1                                        |
| Passagiere            | 3                                        |
| Spannweite            | 13,7 m                                   |
| Länge                 | 8,4 m                                    |
| Flügelfläche          | 24,1 m²                                  |
| Leermasse             | 820 kg                                   |
| Startmasse            | maximal 1120 kg, davon 120 kg Kraftstoff |
| Antrieb               | ein Bristol Lucifer                      |
| Leistung              | 73,6 kW (100 PS)                         |
| Höchstgeschwindigkeit | 139 km/h                                 |
| Landegeschwindigkeit  | 70 km/h                                  |
| Dienstgipfelhöhe      | 3050 m                                   |
| Flugdauer             | 4 h, 30 min                              |